# 侯德原
侯德原（1912年04月21日—2003年10月17日），江苏泰州人，邮电通信专家，中国工程院院士。
1995年，获选中国工程院信息与电子工程学部院士。